# Jerzy Ciepliński
Jerzy Ciepliński (ur. 28 kwietnia 1950 w Kościerzynie) – polski trener piłki ręcznej, m.in. trener reprezentacji Polski seniorek, zdobywca tytułu mistrza Polski ze Startem Elbląg (1992) i AZS-AWFiS Gdańsk (2004), a także trzech srebrnych i sześciu brązowych medali mistrzostw Polski kobiet.

## Życiorys
W młodości grał w koszykówkę w Kaszubii Kościerzyna. W 1974 ukończył studia w Wyższej Szkole Wychowania Fizycznego w Gdańsku i rozpoczął pracę w Wyższej Szkole Inżynierskiej w Koszalinie, gdzie prowadził żeńską drużynę AZS Koszalin, występującą w II lidze. W 1982 został trenerem kobiecej drużyny Startu Elbląg. W pierwszym roku pracy spadł z tą drużyną do II ligi, ale po roku awansował do ekstraklasy, w sezonie 1984/1985 zajął z zespołem 7. miejsce, wobec słabej gry w sezonie 1985/1986 odszedł po rundzie jesiennej (zastąpił go Andrzej Drużkowski). Ponownie trenerem Startu został w 1988 i wygrał z zespołem rozgrywki II ligi sezonu 1988/1989, w sezonie 1989/1990 doprowadził Start do 2. miejsce w serii B I ligi i awansu do serii A (najwyższy poziom rozgrywek) I ligi. W sezonie 1990/1991 wywalczył srebrny, w sezonie 1991/1992 złoty medal, w sezonie 1992/1993 brązowy medal mistrzostw Polski. W latach 1991–1993 był także II trenerem reprezentacji Polski seniorek, przy Jerzym Noszczaku (na mistrzostwach świata w 1993 ich drużyna zajęła 10. miejsce). W sezonie 1993/1994 prowadził zespół beniaminka ekstraklasy Montex Lublin i zajął z nim w lidze 4. miejsce (jego następcą w klubie był Andrzej Drużkowski).
W latach 1994–2000 prowadził jako I trener reprezentację Polski seniorek (jego asystentem była Teresa Pecold), m.in. na mistrzostwach świata w 1997 (8. miejsce) i 1999 (11. miejsce) oraz mistrzostwach Europy w 1996 (11. miejsce) i 1998 (5. miejsce). Ponadto z akademicką reprezentacją Polski wywalczył srebrny medal akademickich MŚ w 1996 i złoty medal akademickich mistrzostw świata w 2006.
Pracę w reprezentacji Polski łączył w latach 1994–1997 z prowadzeniem zespołu AZS-AWFiS Gdańsk. W sezonie 2000/2001 prowadził najpierw męską drużynę Spójni Gdańsk. Następnie w trakcie sezonu 2000/2001 powrócił do AZS-AWFiS Gdańsk (zastąpił Leszka Biernackiego) i zdobył z nim kolejno brązowe medale mistrzostw Polski w 2002 i 2003, mistrzostwo Polski w 2004, wicemistrzostwo Polski w 2005, brązowy medal mistrzostw Polski w 2006, wreszcie wicemistrzostwo Polski w 2008. Od kwietnia 2006 ponownie prowadził również reprezentację Polski seniorek i wywalczył z nią awans do 2006, a z akademicką reprezentacją Polski zdobył w tym samym roku złoty medal akademickich mistrzostw świata. Nie uzgodnił następnie ze ZPRP warunków dalszego kontraktu i ponownie pracował wyłącznie w klubie.
Wiosną 2009 przeszedł z AZS-AWFiS Gdańsk do Łączpolu Gdynia. Z gdyńskim zespołem zdobył dwa brązowe medale mistrzostw Polski (2010, 2011), jednak po sezonie 2010/2011 zastąpił go Thomas Ørneborg. W latach 2013–2016 prowadził ponownie drużynę AZS Łaczpol AWFiS Gdańsk, reaktywowaną dzięki pomocy sponsora, w 2015 wprowadził ją do ekstraklasy.
Od 1994 był wykładowcą Akademii Wychowania Fizycznego i Sportu im. Jędrzeja Śniadeckiego w Gdańsku. Tam w 2006 obronił pracę doktorską Wpływ czynników sprawnościowo – technicznych na dobór techniki gry reprezentacji Polski kobiet w piłce ręcznej, napisaną pod kierunkiem Jerzego Czerwińskiego.
Jego żoną jest była reprezentacyjna piłkarka ręczna, która prowadził jako trener w Starcie Elbląg, Anna Bodera.